# Liste von Persönlichkeiten der Stadt Lagos
Die Liste von Persönlichkeiten der Stadt Lagos enthält eine alphabetisch geordnete Auswahl von Persönlichkeiten, die in der Stadt Lagos in Nigeria geboren sind. 

## A

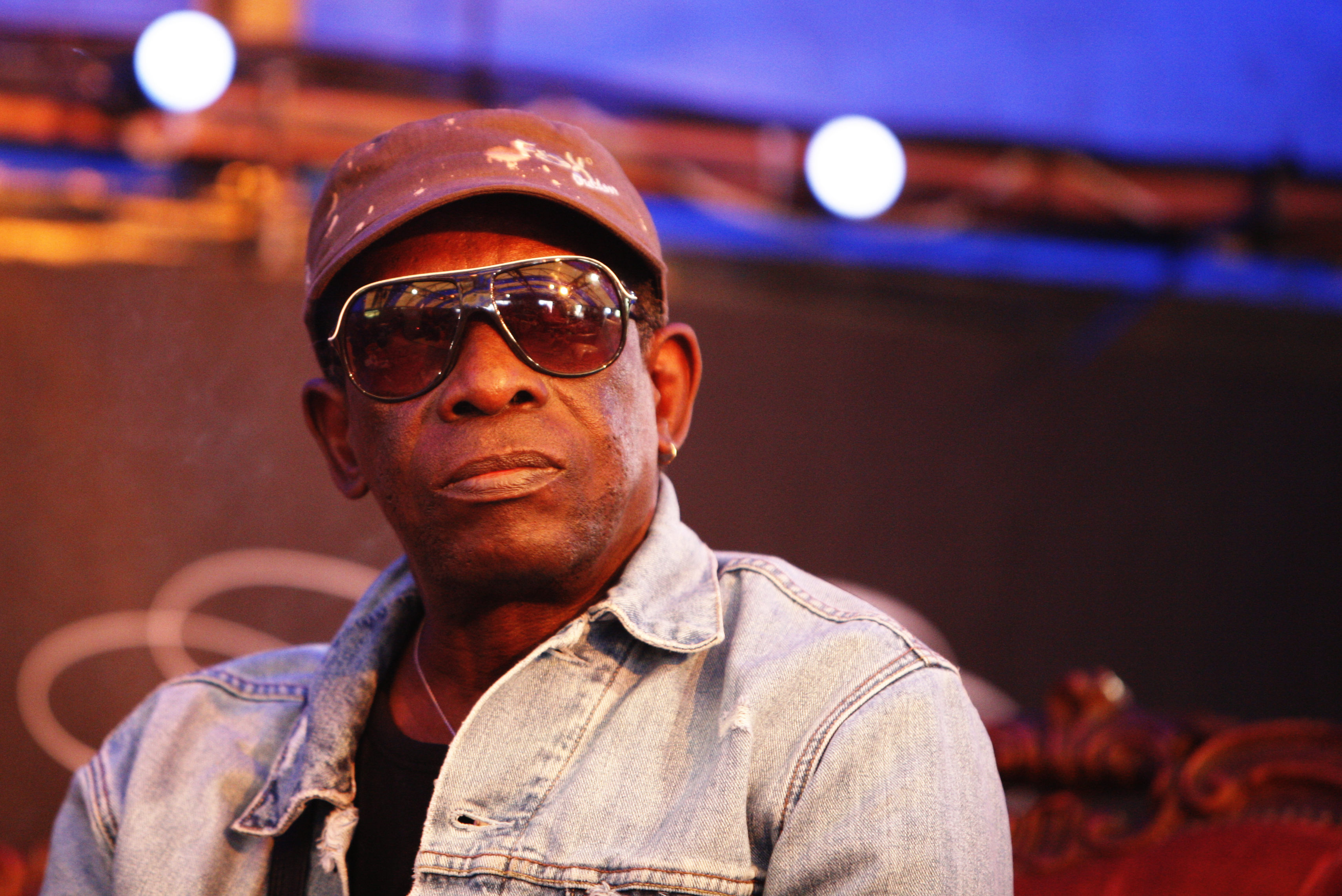
Tony Allen

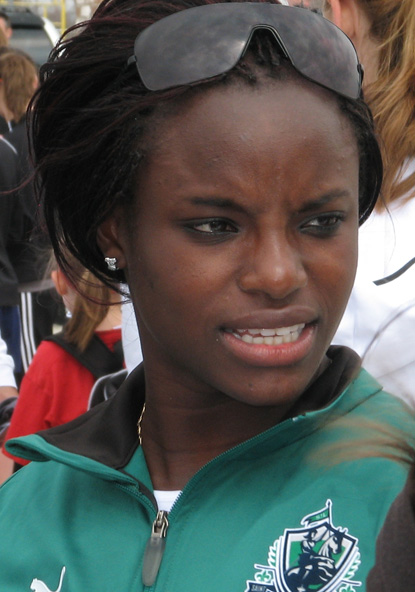
Eniola Aluko

- Umar Farouk Abdulmutallab (* 1986), Terrorist
- Oyeniyi Abejoye (* 1994), Hürdenläufer
- Dickson Abiama (* 1998), Fußballspieler
- Hafsat Abiola (* 1974), Aktivistin für Menschenrechte und Demokratie
- Dele Adebola (* 1975), Fußballspieler
- Olubayo Adefemi (1985–2011), Fußballspieler
- Babatunde Luqmon Adekunle (* 1984), Fußballspieler
- Seyi Adeleke (* 1991), Fußballspieler
- Dele Adeleye (* 1988), Fußballspieler
- Margaret Adeoye (* 1985), Sprinterin
- Israel Adesanya (* 1989), Mixed-Martial-Arts-Kämpfer
- Fanendo Adi (* 1990), Fußballspieler
- Victor Agali (* 1978), Fußballspieler
- Olumuyiwa Aganun (* 1984), Fußballspieler
- Akeem Agbetu (* 1988), Fußballspieler
- Wilfred Agbonavbare (1966–2015), Fußballtorwart
- Nelson Agholor (* 1993), American-Football-Spieler
- Gabriel Agu (* 1985), Fußballspieler
- Mubarak Mohammed Ahmed (* 2003), Fußballspieler
- Abdul Jeleel Ajagun (* 1993), Fußballspieler
- Muisi Ajao (* 1978), Fußballspieler
- Morolake Akinosun (* 1994), US-amerikanische Sprinterin
- Henry Akinwande (* 1965), Boxer
- Jonathan Akpoborie (* 1968), Fußballspieler
- Smart Akraka (1934–2016), Sprinter
- Benedict Akwuegbu (* 1974), Fußballspieler
- Bisi Alimi (* 1975), LGBT- und HIV-Aktivist
- Jamiu Alimi (* 1992), Fußballspieler
- Deji Aliu (* 1975), Sprinter
- Tony Allen (1940–2020), Schlagzeuger und Pionier des Afrobeat
- Eniola Aluko (* 1987), Fußballspielerin
- Doreen Amata (* 1988), Hochspringerin
- Aruwa Ameh (1990–2011), Fußballspieler
- Abdul Amu (1933–2010), Sprinter
- Victor Anichebe (* 1988), Fußballspieler
- David Aradeon (1933–2024), Architekt, Städteplaner und Kurator
- Tolu Arokodare (* 2000), Fußballspieler
- Asake (* 1995), Afrobeat-Musiker
- Sefi Atta (* 1964), Schriftstellerin
- Tosin Aiyegun (* 1998), beninischer Fußballspieler

## B
- Lekan Babalola (* 1960), Jazzmusiker
- Abioun Babatunde (* 1994), Fußballspieler
- Bolaji Badejo (1953–1992), Design-Student und Schauspieler
- Farida Bedwei (* 1979), ghanaische Software-Ingenieurin
- Hakeem Belo-Osagie (* 1955), Investor und Unternehmer

## C

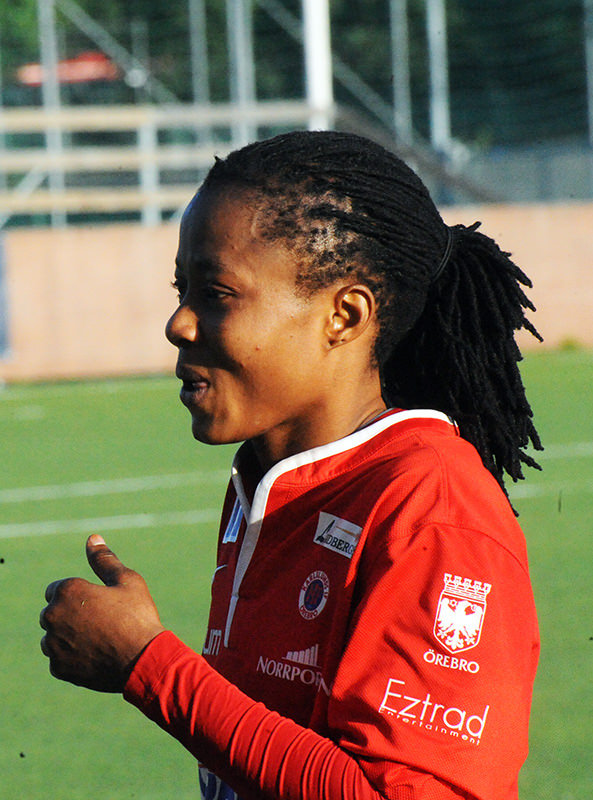
Ogonna Chukwudi

- Ambrose Campbell (1919–2006), Musiker
- Ifeanyi Chiejine (1983–2019), Fußballspielerin
- Ogonna Chukwudi (* 1988), Fußballspielerin
- Chika Chukwumerije (* 1983), Taekwondoin

## D
- Noel DaCosta (1929–2002), Komponist und Violinist
- Douyé (* 1969), Sängerin

## E
- Onome Ebi (* 1983), Fußballspielerin
- Adetomiwa Edun (* 1984), Schauspieler
- Alfred Effiong (* 1984), Fußballspieler
- Florence Ekpo-Umoh (* 1977), Sprinterin

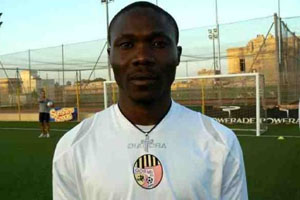
Alfred Effiong

- Taslim Olawale Elias (1914–1991), Jurist, Präsident des Internationalen Gerichtshofs (1981–1985)
- Buchi Emecheta (1944–2017), Schriftstellerin
- Ifeanyi Emeghara (* 1984), Fußballspieler
- Innocent Emeghara (* 1989), Fußballspieler
- Emeka Erege (* 1978), Basketballspieler
- Akin Euba (1935–2020), Komponist
- Benjamin Eze (* 1981), Basketballspieler
- Imoh Ezekiel (* 1993), Fußballspieler

## F
- Sunday Faleye (* 1998), Fußballspieler
- T. J. Fatinikun (* 1991), Footballspieler
- Tara Fela-Durotoye (* 1977), Unternehmerin und Rechtsanwältin
- Sarah Ferguson (* 1965), australische Journalistin
- Cecilia Francis (* 1996), Sprinterin

## G
- Adebayo Gbadebo (* 1974), Fußballspieler und -trainer
- Arnaut Groeneveld (* 1997), Fußballspieler

## H
- Sheri Hagen (* 1968), Schauspielerin, Autorin, Regisseurin und Filmproduzentin
- Robert James Hankinson (* 1957), Philosophie-, Medizin- und Wissenschaftshistoriker
- Goldie Harvey (1983–2013), R&B-Sängerin

## I
- James Igbekeme (* 1995), Fußballspieler
- Sylvester Igboun (* 1990), Fußballspieler
- Odion Ighalo (* 1989), Fußballspieler
- Peter Ijeh (* 1977), Fußballspieler
- Tyrese Ikekpolor (* 2003), österreichischer Fußballspieler
- George Ilenikhena (* 2006), nigerianisch-französischer Fußballspieler
- Benjamin Imeh (* 1982), Fußballspieler
- Alex Iwobi (* 1996), Fußballspieler
- Funmi Iyanda (* 1971), Talkshow- und Radio-Moderatorin, Journalistin und Bloggerin
- David Izon (* 1968), Schwergewichtsboxer

## J

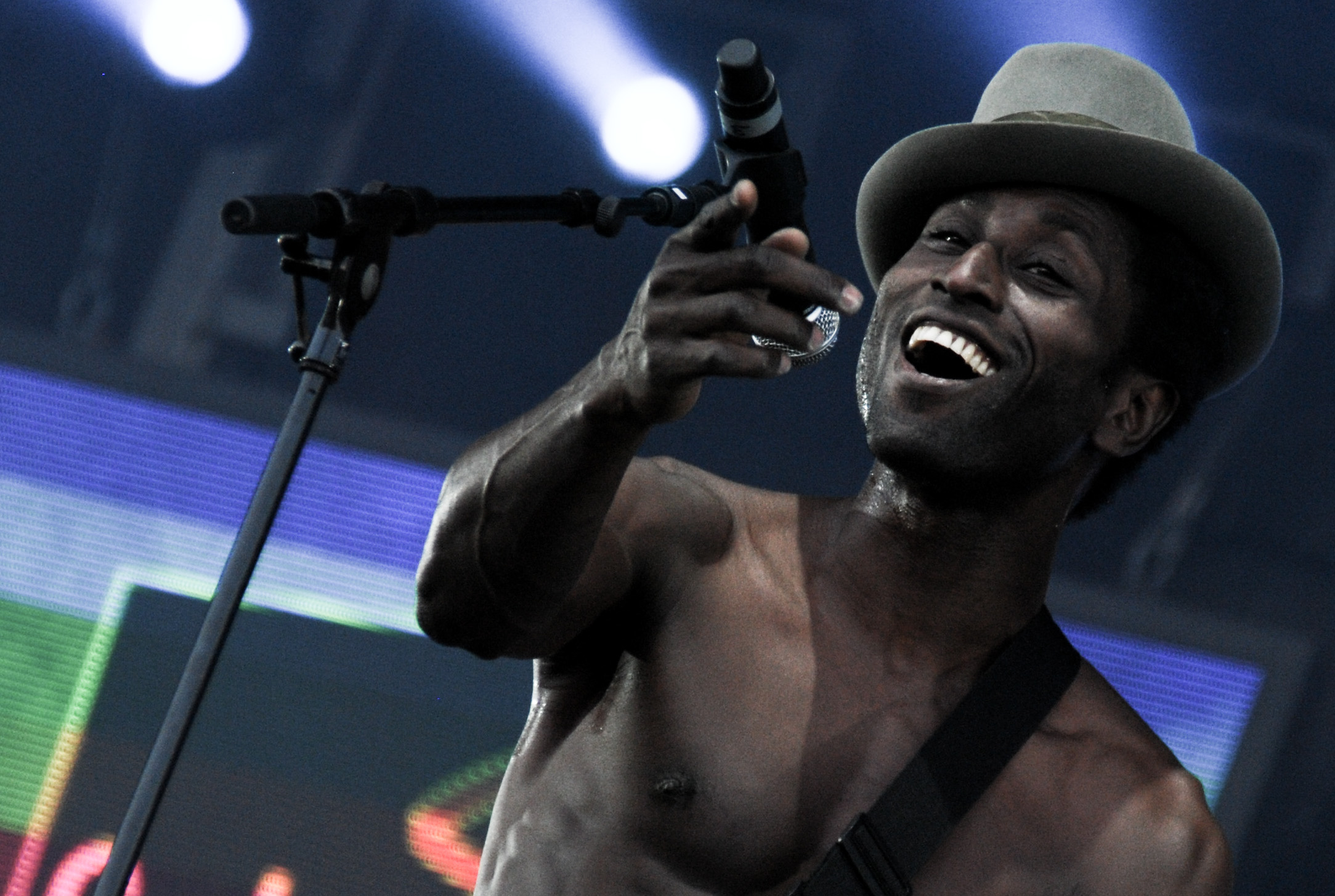
Keziah Jones

- Ginger Johnson (um 1920–1972), Perkussionist
- Keziah Jones (* 1968), Musiker
- Gabriel Blamo Jubwe (* 1958), nigerianisch-liberianischer römisch-katholischer Geistlicher, Erzbischof von Monrovia

## K
- Stephen Keshi (1962–2016), Fußballspieler und -trainer
- Mona Khalil (* 1949), libanesische Umweltschutz-Aktivistin
- Peter Konyegwachie (* 1965), Boxer
- Ajayi Opeyemi Korede (* 1996), Fußballspieler
- Seun Kuti (* 1983), Sänger, Saxophonist und Bandleader
- Hanspeter Kyburz (* 1960), Komponist

## L
- Moses Lamidi (* 1988), Fußballspieler
- Raheem Lawal (* 1990), Fußballspieler

## M
- Herbert Macaulay (1864–1946), Politiker
- Nojim Maiyegun (1941–2024), Boxer
- Stephen Ayodele Makinwa (* 1983), Fußballspieler
- Obafemi Martins (* 1984), Fußballspieler
- Jerry Mbakogu (* 1992), Fußballspieler
- Victor Mbaoma (* 1996), Fußballspieler
- Gabriel Melkam (* 1980), Fußballspieler
- Nick Monu (* 1965), Schauspieler und Regisseur

## N

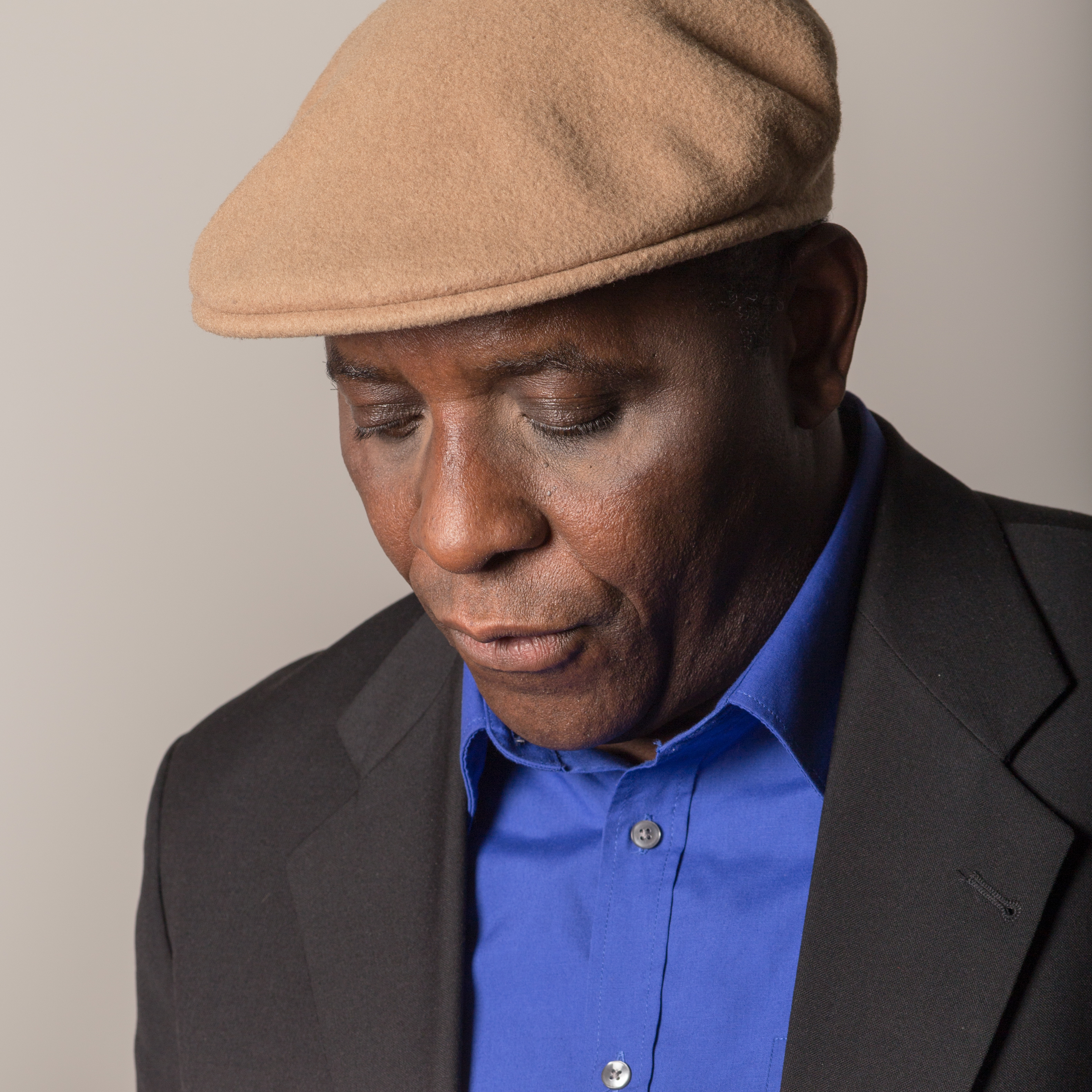
Davis O. Nejo

- Wilfred Ndidi (* 1996), Fußballspieler
- Usim Nduka (* 1985), Fußballspieler
- Davis O. Nejo (* 1953), Schauspieler
- Perpetua Nkwocha (* 1976), Fußballspielerin
- Samuel Nnamani (* 1995), Fußballspieler
- Dickson Nwakaeme (* 1986), Fußballspieler
- Obinna Nwaneri (* 1982), Fußballspieler
- Obisia Nwankpa (1950–2025), Boxer
- Kingsley Nwankwo (* 1988), Fußballspieler
- Simeon Nwankwo (* 1992), Fußballspieler
- Uche Nwofor (* 1991), Fußballspieler

## O
- Abiodun Obafemi (* 1973), Fußballspieler
- Ojimi Gabriel Obatola (* 1987), Fußballspieler
- Sunny Obayan (* 1988), Fußballspieler

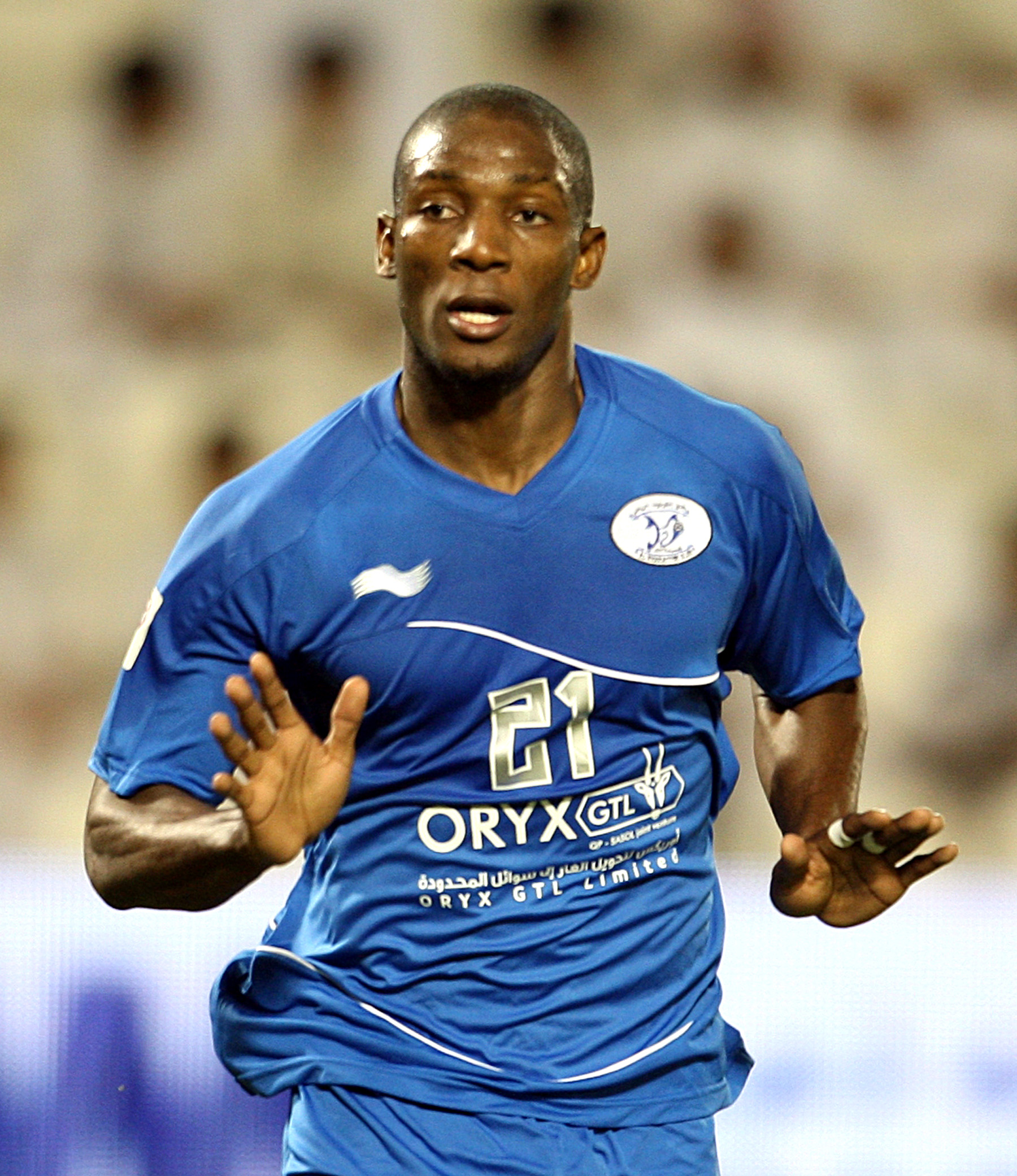
Jaycee Okwunwanne

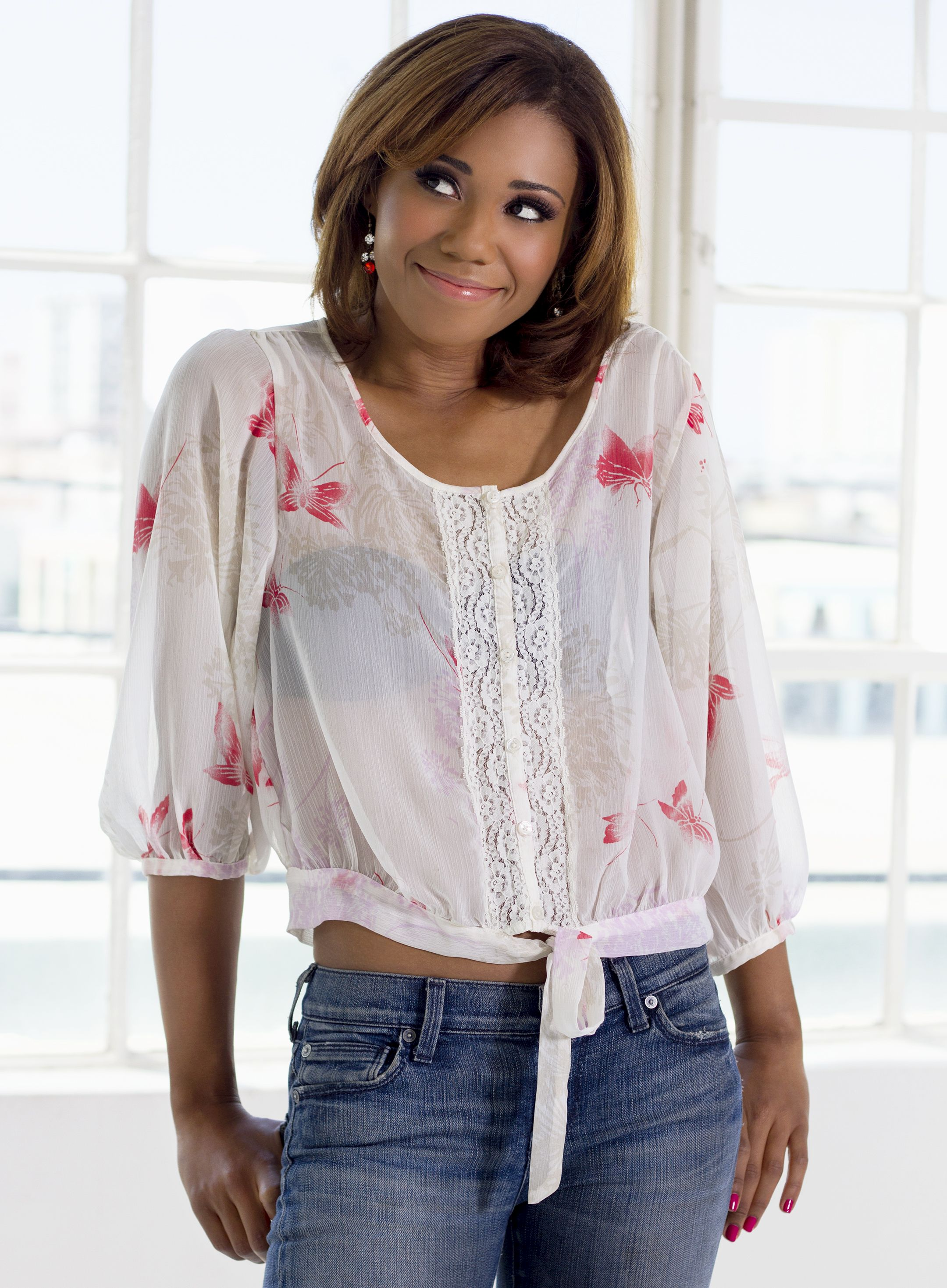
Toks Olagundoye

- Ebenezer Obey (* 1942), Musiker und Evangelist
- Joel Obi (* 1991), Fußballspieler
- Christian Obodo (* 1984), Fußballspieler
- Michael Odibe (* 1988), Fußballspieler
- Nduka Odizor (* 1958), Tennisspieler
- Nnamdi Oduamadi (* 1990), Fußballspieler
- Muizat Ajoke Odumosu (* 1987), Hürdenläuferin und Sprinterin
- Oyo Odunayo Ojo (* 1973), Footballspieler
- Emmanuel Ogbah (* 1993), American-Football-Spieler
- John Ogu (* 1988), Fußballspieler
- Adebowale Ogungbure (* 1981), Fußballspieler
- Seye Ogunlewe (* 1991), Sprinter
- Patrick Ogunsoto (* 1983), Fußballspieler
- Julius Oiboh (* 1990), Fußballspieler
- Michael Ojake (* 1961), Schauspieler, Hörspiel- und Synchronsprecher sowie Drehbuchautor
- Hamzat Ojediran (* 2003), Fußballspieler
- Uche Okechukwu (* 1967), Fußballspieler
- Eze Vincent Okehuie (* 1993), Fußballspieler
- Dayo Okeniyi (* 1988), Schauspieler
- David Okereke (* 1997), Fußballspieler
- Josh Okogie (* 1998), nigerianisch-amerikanischer Basketballspieler
- Precious Okoronkwor (* 1996), Weitspringerin
- Ademola Okulaja (1975–2022), Basketballspieler
- Romeo Okwara (* 1995), American-Football-Spieler
- Jaycee Okwunwanne (* 1985), Fußballspieler
- Anthony Olubunmi Okogie (* 1936), Kardinal und Erzbischof von Lagos
- Hakeem Olajuwon (* 1963), Basketballspieler
- Toks Olagundoye (* 1975), Schauspielerin, Autorin und Produzentin
- Sikiru Olatunbosun (* 1996), Fußballspieler
- Seyi Olofinjana (* 1980), Fußballspieler
- Godwin Olofua (* 1999), Badmintonspieler
- Michael Olowokandi (* 1975), Basketballspieler
- Karim Olowu (1924–2019), Weitspringer und Sprinter
- Joseph Olumide (* 1987), Fußballspieler
- Babs Olusanmokun, nigerianisch-US-amerikanischer Schauspieler
- Razak Omotoyossi (1985–2025), Fußballspieler
- Adegoke Onaopemipo (* 1999), Squashspieler
- Ogenyi Onazi (* 1992), Fußballspieler
- Oluchi Onweagba (* 1980), Model
- Frank Onyeka (* 1998), Fußballspieler
- Weruche Opia (* 1987), britisch-nigerianische Schauspielerin und Unternehmerin
- Ruke Orhorhoro (* 2001), American-Football-Spieler
- Funke Oshonaike (* 1975), Tischtennisspielerin
- Olumuyiwa Olamide Osifuye (* 1960), Fotograf
- Victor Osimhen (* 1998), Fußballspieler
- Yemi Osinbajo (* 1957), Vizepräsident Nigerias
- George Osodi (* 1974), Fotograf
- Sola Osofisan (* 1964), Schriftsteller und Drehbuchautor
- Joseph Ossai (* 2000), American-Football-Spieler
- Moses Otuali (* 2002), deutsch-nigerianischer Fußballspieler
- James Oyebola (1961–2007), Boxer

## R
- Ernst Reichel (* 1960), Diplomat
- Peter Rufai (1963–2025), Fußballtorhüter

## S

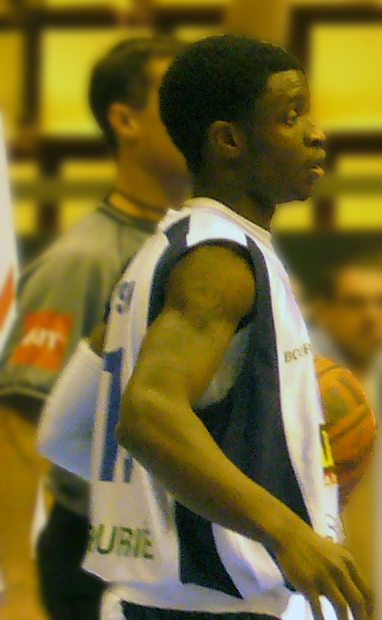
Tony Skinn

- Samuel Abiodun Saanumi (* 1991), Fußballspieler
- Adigun Salami (* 1988), Fußballspieler
- Ajayi Gbenga Samuel (* 1984), Fußballspieler
- Gideon Adinoy Sani (* 1990), Fußballspieler
- Zaidu Sanusi (* 1997), Fußballspieler
- Danny Shittu (* 1980), Fußballspieler
- Ernest Shonekan (1936–2022), Politiker
- Ike Shorunmu (* 1967), Fußballtorwart
- Bisi Silva (1962–2019), Kunstexpertin und Kuratorin für zeitgenössische Kunst
- Tony Skinn (* 1983), Basketballspieler
- Pepi Sonuga (* 1993), Schauspielerin
- Yira Sor (* 2000), Fußballspieler

## T
- Taye Taiwo (* 1985), Fußballspieler
- Aiyegun Tosin (* 1998), Fußballspieler
- Toni Tuklan (* vor 1970), Rapper, Reggae-Musiker, Musikproduzent, Fußballtalent-Trainer und -Agent

## U
- Joy Udo-Gabriel (* 1999), Sprinterin
- Kingsley Udoh (* 1990), Fußballspieler
- Nwankwo Ugochukwu (* 1993), Fußballspieler
- Ruth Usoro (* 1997), Leichtathletin
- Sunday Uti (* 1962), Sprinter
- Emmanuel Ikechukwu Uzochukwu (* 1998), Fußballspieler
- Eke Uzoma (* 1989), Fußballspieler

## W
- Taribo West (* 1974), Fußballspieler
- Roger White-Parsons (* 1960), neuseeländischer Ruderer

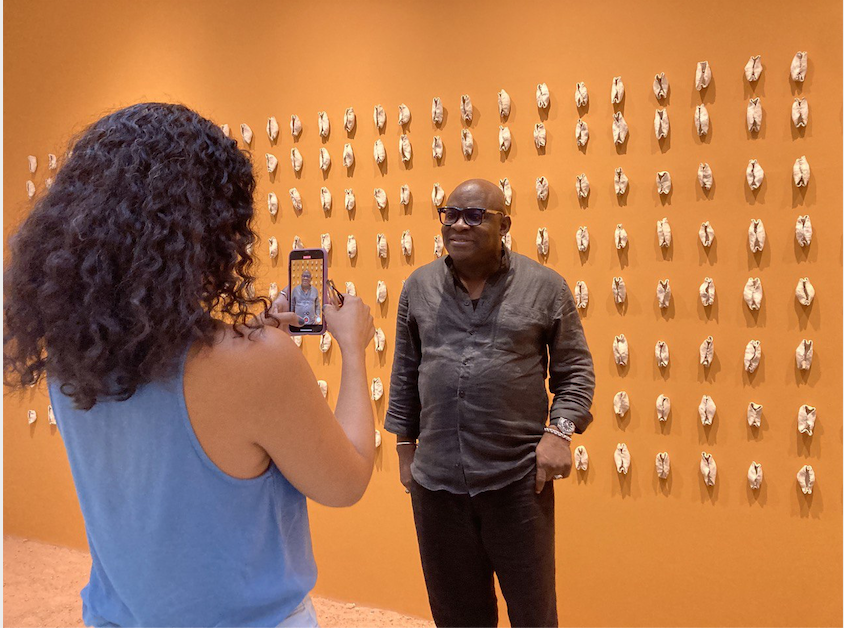
Mallam Mudi Yahaya

## Y
- Mudi Yahaya (* 1968), Fotograf, Kurator, Filmemacher und Essayist
- Ayila Yussuf (* 1984), Fußballspieler